# Peaky Blinders (serial)
Peaky Blinders este un serial de televiziune britanic lansat în septembrie 2013 a cărui acțiune are loc în Birmingham, Anglia în perioada de după Primul Război Mondial, în anii 1920. Serialul a fost creat de Steven Knight și produs de Caryn Mandabach Productions, Screen Yorkshire și Tiger Aspect Productions în care urmează faptele comise de familia criminală Shelby. Screen Yorkshire a oferit finanțare pentru producția prin Yorkshire Content Fund. A fost prima producție care a primit finanțare din Yorkshire Content Fund, care, la rândul său, a asigurat că majoritatea spectacolului a fost filmat în Yorkshire ca parte a acordului.
Cillian Murphy îl interpretează pe Tommy Shelby, liderul bandei, iar Sam Neill pe Chester Campbell este un detectiv chemat de la Belfast, care are sarcina de a suprima banda. Creatorii seriei au folosit numele de „Peaky Blinders”, o bandă de tineri din secolul al XIX-lea care a activat în oraș din anii 1890 și despre care se credea că își cos lame de ras în șepci.
Primul sezon a fost difuzat pe BBC Two începând cu 13 septembrie 2013 pentru șase episoade. Al doilea sezon a avut premiera la 2 octombrie 2014. Al treilea sezon a avut premiera la 5 mai 2016. La 26 mai 2016, BBC a anunțat că a comandat al patrulea și al cincilea sezon al serialului. Al patrulea sezon a avut premiera la 15 noiembrie 2017; după ce ultimul episod a fost difuzat la 20 decembrie 2017, s-a anunțat că al cincilea sezon va fi difuzat în 2019.
În mai 2018, după ce seria a câștigat premiul BAFTA pentru serial dramatic TV, Knight a confirmat „ambiția sa de a realiza o poveste despre o familie între două războaie și de a o încheia cu prima sirenă de raid aerian din Birmingham”", care a fost pe 25 iunie 1940. El a confirmat, de asemenea, că va fi nevoie de încă trei sezoane (șapte în total) pentru a încheia povestea până la acel punct.

## Prezentare generală
Peaky Blinders este o familie de gangsteri din Birmingham, Anglia din 1919, la câteva luni după sfârșitul primului război mondial din noiembrie 1918. Povestea se bazează pe banda Peaky Blinders și pe șeful lor ambițios și foarte viclean, Tommy Shelby (interpretat de Cillian Murphy). Banda intră în atenția inspectorului-șef principal Chester Campbell (jucat de Sam Neill), un detectiv din Irlanda regală, trimis de Winston Churchill din Belfast, unde fusese trimis să „curețe” orașul de Armata Republicană Irlandeză (IRA), comuniști, bande și criminali de drept comun. Winston Churchill (jucat de Andy Nyman în seria 1 și Richard McCabe în seria 2) l-a însărcinat cu suprimarea tulburărilor și revoltelor din Birmingham și cu recuperarea unui transport de arme furate care urma să fie expediat în Libia. Sezonul se încheie la 3 decembrie 1919 - Black Star Day, evenimentul în care Peaky Blinders intenționează să preia agențiile de pariuri ale lui Billy Kimber la Worcester Racecourse.
Cel de-al doilea sezon prezintă familia Shelby extinzându-și organizația criminală spre „Sud și Nord, în timp ce își menține puterea în inima orașului Birmingham”. Sezonul începe în 1921 și se termină la cursele Epsom la 31 mai 1922 - Derby Day.
Sezonul al treilea începe și se termină în 1924, urmărindu-i pe Tommy și familia sa intrând într-o lume și mai periculoasă, din moment ce se extind din nou, de data aceasta, pe plan internațional.
Sezonul al treilea îl include și pe Paddy Considine în rolul părintelui John Hughes; Alexander Siddig în rolul lui Ruben Oliver, pictor pe care Polly îl învață să-și picteze portretul; Gaite Jansen în rolul marii ducese rusoaice Tatiana Petrovna; și Kate Phillips în rolul Lindei Shelby, soția lui Arthur.
Sezonul  al patrulea începe în ajunul Crăciunului din 1925 și se termină după greva generală din mai 1926.
Sezonul al cincelea începe în octombrie 1929 odată cu Marea criză economică și se încheie la începutul anului 1930.

## Distribuție

### Personaje principale
- Cillian Murphy în rolul lui Thomas „Tommy”' Shelby: liderul Peaky Blinders și fratele lui Arthur, John, Ada și Finn Shelby. Tommy a luptat în primul război mondial având gradul de sergent major și a fost decorat pentru curajul său. Experiențele sale din primul război mondial l-au lăsat deziluzionat și având multe coșmaruri.
- Helen McCrory ca Polly (Elizabeth) Gray, născută Shelby: mătușa lui Tommy și a fraților săi, și trezorierul Peaky Blinders. A condus organizația când Tommy, Arthur și John se luptau în primul război mondial. Cei doi copii ai lui Polly, Anna și Michael, au fost luați de lângă ea pe când erau sugari. În sezonul al doilea, Polly se întâlnește cu fiul ei, dar află că fiica ei a murit în Australia.
- Paul Anderson în rolul lui Arthur Shelby, Jr: Cel mai în vârstă fiu al familiei Shelby și buldogul familiei. Arthur deținea barul „Garnizoana”. Suferă de sindromul de stres posttraumatic ca urmare a experiențelor din război și suferă de izbucniri violente, schimbări de dispoziție constante și încercări de sinucidere. Arthur este unul dintre liderii Peaky Blinders.
- Sam Neill în rolul lui Chester Campbell (sezonul 1-2): Un maior protestant irlandez din Ulster chemat din Belfast pentru a localiza și recupera un lot lipsă de pistoale Lewis furate accidental de către Peaky Blinders. Campbell era celebru pentru munca sa în eliminarea bandelor din Belfast. Campbell a pornit o vendetta împotriva Peaky Blinders, în special, a lui Tommy Shelby, și a promis că îl va distruge pe acesta și banda lui.
- Annabelle Wallis în rolul Grace Shelby, născută Burgess (sezonul 1-3): Un fost agent sub acoperire și o irlandeză protestantă din Ulster care lucrează cu Chester Campbell. Era sub acoperire ca o barmaniță în „Garnizoana”.
- Joe Cole ca John Shelby (sezonul 1-4): Cel de-al treilea și cel mai tânăr membru al familiei Shelby. A fost un veteran al primului război mondial și a fost unul dintre liderii Peaky Blinders. A fost ucis de membrii familiei Changretta care au dorit să se răzbune atunci când John l-a ucis pe unul dintre ei.
- Sophie Rundle în rolul Ada Thorne, născută Shelby: singura soră a fraților Shelby. Ada este singura membră a familiei care nu a fost implicată inițial în Peaky Blinders (în sesonul al treilea preia o poziție de lider a filialei Shelby Company din Statele Unite, care se ocupă în principal de activitatea legală a companiei). Avea un fiu cu Freddie Thorne, pe care l-a numit Karl (după Karl Marx).
- Finn Cole în rolul Michael Gray (sezonul 2 - prezent): Fiul biologic al lui Polly Gray.
- Harry Kirton în rolul Finn Shelby (sezonul 2 - prezent); al cincilea frate al familiei Shelby.
- Natasha O'Keeffe în rolul Lizzie Shelby, născută Stark; O fostă prostituată care lucrează pentru Tommy ca secretară.[17]
- Ned Dennehy în rolul Charlie Strong: proprietar al unei nave și unchi al lui Tommy.
- Packy Lee în rolul Johnny Dogs: un prieten țigan al lui Tommy Shelby.
- Ian Peck în rolul Curly: asistent al lui Charlie Strong.
- Benjamin Zephaniah în rolul Jeremiah Jesus: predicator și prieten al Peaky Blinders.
- Jordan Bolger ca Isaiah Jesus (sezonul 2 - prezent): fiul lui Jeremiah și un membru al Peaky Blinders
- Aimee-Ffion Edwards în rolul Esme Shelby, născută Lee (sezonul 1-4): soția lui John Shelby. Esme s-a căsătorit cu John, ca parte a unui acord între Peaky Blinders și familia Lee (o familie de țigani) pentru a forma un parteneriat.
- Kate Phillips în rolul Linda Shelby (sezonul 3 - prezent): soția lui Arthur Shelby

### Personaje secundare
- Tom Hardy în rolul Alfie Solomons (sezonul 2-4): Liderul unei bande evreiești, în Camden Town. Este violent și imprevizibil, dar inteligent. Solomons conduce o distilerie deghizată ca o brutărie.
- Adrien Brody în rolul Luca Changretta (sezonul 4): un mafiot din New York care dorește să se răzbune pe familia Shelby.
- Aidan Gillen în rolul Aberama Gold (sezonul 4-5): Un aliat nou și periculos al familiei Shelby și iubitul lui Polly Grey.
- Charlotte Riley în rolul May Carleton (sezonul 2, 4): o văduvă bogată care deține cai de curse.
- Paddy Considine în rolul părintelui John Hughes (sezonul 3): un preot care lucrează cu secțiunea D (Liga Economică) din guvernul britanic.
- Noah Taylor în rolul Derby Sabini (sezonul 2): liderul unei bande italiene din Camden Town.
- Charlie Creed-Miles în rolul Billy Kimber (sezonul 1): un mafiot local care conduce cursele locale.
- Charlie Murphy în rolul Jessie Eden (sezonul 4 - 5): organizator de sindicat și iubita lui Tommy Shelby.
- Gaite Jansen ca marea ducesă Tatiana Petrovna (sezonul 3): prințesă rusă.
- Iddo Goldberg în rolul Freddie Thorne (sezonul 1): un comunist cunoscut care a luptat în timpul primului război mondial ca sergent alături de Tommy. Soțul Adei Shelby.
- Alexander Siddig în rolul lui Ruben Oliver (sezonul 3): un pictor de portrete având o relație romantică cu Polly Grey
- Jack Rowan ca Bonnie Gold (sezonul 4-5): fiul lui Aberama Gold, campion la box

### Personaje recurente
- Tommy Flanagan în rolul Arthur Shelby, Sr.  (sezonul 1): tatăl lui Tommy și a fraților săi și fratele lui Polly.
- Alfie Evans-Meese în rolul Finn Shelby (sezonul 1): cel dea-l cincilea și cel mai tânăr frate.
- Samuel Edward-Cook în rolul Danny „Whizz-Bang” Owen (sezonul 1): un fost camarad de-al lui Tommy alături de care a luptat în primul război mondial.
- Andy Nyman în rolul Winston Churchill (sezonul 1)
- David Dawson în rolul Roberts (sezonul 1): avocatul lui Billy Kimber.
- Tony Pitts în rolul sergentului/inspectorului Moss: un polițist plătit de Peaky Blinders.
- Kevin Metcalfe în rolul Scudboat (sezonul 1)
- Neil Bell în rolul Harry Fenton (sezonul 1)
- Lobo Chan în rolul domnului Zhang (sezonul 1): un afacerist chinez
- Tom Vaughan-Lawlor în rolul Malacki Byrne (sezonul 1)
- Keith Dunphy în rolul Maguire (sezonul 1)
- Kunjue Li în rolul Chinn (sezonul 1)
- Richard McCabe în rolul Winston Churchill (sezonul 2)
- Adam El Hagar în rolul Ollie (sezonul 2): m=na dreaptă a lui Alfie Solomons
- Sam Hazeldine în rolul George Sewell (sezonul 2): mâna dreaptă a lui Derby Sabini
- Paul Bullion în rolul Billy Kitchen (sezonul 2)
- Rory Keenan în rolul Donal Henry (sezonul 2)
- Simone Kirby în rolul Irene O'Donnell (sezonul 2)
- Wanda Opalinska în rolul Rosemary Johnson (sezoanele 2, 4): mama vitregă a lui Michael Gray
- Erin Shanagher în rolul doamnei Ross (sezoanele 2, 4)
- Daniel Fearn în rolul King Maine (sezoanele 2, 4)
- James Richard Marshall în rolul Henry Russell (sezoanele 2)
- James Eeles în rolul Digbeth Kid (sezonul 2)
- Josh O'Connor în rolul James (sezonul 2)
- Dorian Lough în rolul Mario (sezonul 2)
- Adam Lawrence în rolul iubitului tânăr (sezonul 2)
- Jan Bijvoet în rolul marelui duce Leon Petrovna (sezonul 3): soțul marii ducese Izabella
- Dina Korzun în rolul marii ducese Izabella (sezonul 3): mătușa prințesei Tatiana Petrovna
- Stephanie Hyam în rolul Charlotte Murray (sezonul 3): prietena lui Michael Gray
- Kenneth Colley în rolul Vicente Changretta (sezonul 3): tatăl lui Luca Changretta
- Bríd Brennan în rolul Audrey Changretta (sezoanele 3–4): mama lui Luca Changretta
- Frances Tomelty în rolul Bethany Boswell (sezonul 3): bătrâna țigancă
- Richard Brake în rolul Anton Kaledin (sezonul 3)
- Alex Macqueen în rolul parlamentarului Patrick Jarvis (sezonul 3)
- Wendy Nottingham în rolul Mary (sezonul 3): o menajeră
- Luca Matteo Zizzari în rolul Matteo (sezonul 4): unul din oamenii lui Luca Changretta
- Jake J. Meniani în rolul Frederico (sezonul 4): unul din oamenii lui Luca Changretta
- Dino Kelly în rolul Goliath (sezonul 4): un boxer uriaș și nepot al lui Alfie Solomons.
- Kingsley Ben-Adir în rolul colonelului Ben Younger (sezonul 4)
- Graeme Hawley în rolul Niall Devlin (sezonul 4): patronului de uzină.
- Pauline Turner în rolul Frances (sezonul 4); o menajeră
- Donald Sumpter în rolul Arthur Bigge, 1st Baron Stamfordham; (sezonul 4): secretarul privat al regelui
- Jolyon Coy în rolul Edward Roberts (sezonul 4)
- Jamie Kenna în rolul Billy Mills (sezonul 4)
- Joseph Long în rolul Chef (sezonul 4)
- Andreas Muñoz în rolul Antonio (sezonul 4)
- Jenson Clarke în rolul Charles Shelby (sezonul 4): fiul lui Tommy Shelby și al lui Grace Burgess
- Ethan Picard-Edwards în rolul Billy Shelby (sezonul 4): fiul lui Arthur Shelby, Jr. și al Lindei Shelby

## Episoade

### Prezentarea sezoanelor
| Sezonul | Sezonul | Episoade | Episoade | Premiera TV        | Premiera TV       | Media spectatorilor în Marea Britanie (milioane) |
| Sezonul | Sezonul | Episoade | Episoade | Prima transmisie   | Ultima transmisie | Media spectatorilor în Marea Britanie (milioane) |
| ------- | ------- | -------- | -------- | ------------------ | ----------------- | ------------------------------------------------ |
|         | 1       | 6        | 6        | 12 septembrie 2013 | 17 octombrie 2013 | 2,38                                             |
|         | 2       | 6        | 6        | 2 octombrie 2014   | 6 noiembrie 2014  | 2,18                                             |
|         | 3       | 6        | 6        | 5 mai 2016         | 9 iunie 2016      | 2,38                                             |
|         | 4       | 6        | 6        | 15 noiembrie 2017  | 20 decembrie 2017 | 4,05                                             |

### Sezonul 1 (2013)
| Nr. total | Nr. sezon | Episod     | Regizor       | Scenarist                      | Premiera           |
| 1 | 1         | Episodul 1 | Otto Bathurst | Steven Knight                  | 12 septembrie 2013 |
| --- | --------- | ---------- | ------------- | ------------------------------ | ------------------ |
| În urma Marelui Război din 1919, Peaky Blinders, condusă de Thomas „Tommy” Shelby, își însușește un lot de arme de la fabrica locală de arme. Winston Churchill îl trimite pe inspectorul Campbell la Birmingham pentru a recupera armele. Campbell se uită în dosarul lui Tommy, unde scrie că era un fost sergent major. Mătușa Polly îl îndeamnă pe Tommy să returneze armele, dar acesta crede că le poate folosi în avantajul său. Fratele său, Arthur, nu este de acord cu Tommy în legătură cu cursele de cai, crezând că vor avea probleme cu Billy Kimber, care conduce afacerile curselor. Inspectorul Campbell și oamenii săi îl capturează pe Arthur și îl bat în timp ce în interoghează în legătură cu jaful. Campbell îi propune lui Arthur și bandei lui să lucreze cu el pentru a găsi armele. Sora lui Tommy, Ada se află într-o relație cu Freddie Thorne, un comunist. Barmanița Grace începe să lucreze la barul deținut de Peaky Blinders. Fără ca gașca să știe, ea a fost trimisă în Birmingham de către inspectorul Campbell pentru a ajuta la găsirea armelor. Danny are un alt episod stres posttraumatic și ucide un proprietar de afaceri italian. Pentru a evita un război cu italienii, Tommy este de acord să-l omoare pe Danny, italienii urmărind scena dincolo de canal. Cu toate acestea, moartea lui Danny este înscenată și este trimis la Londra pentru o misiune specială.                       |           |            |               |                                |                    |
| 2 | 2         | Episodul 2 | Otto Bathurst | Steven Knight                  | 19 septembrie 2013 |
| Tommy, Arthur și John se întâlnesc cu familia Lee să se uite la un cal pentru următoarea cursă. Familia Lee îi insultă pe Peaky Blinders, izbucnește o luptă și, mai târziu, Tommy primește un glonț cu numele său pe el. Forța specială a lui Campbell lansează o represiune surpriză, care vizează socialiștii și căutând armele. Freddie și Ada reușesc să scape, dar Freddie trebuie să părăsească orașul. Campbell o confruntă pe Polly și atacă toate locurile deținute de familia Shelby. Ca răzbunare, Tommy aranjează ca un reporter să scrie despre protestul arderii unui portret al regelui, ca urmare Churchill îl presează pe Campbell. Tommy se întâlnește cu Campbell și îi dă un ultimatum: dacă Peaky Blinders sunt lăsați în pace, va returna armele; dacă inspectorul intervine în planurile sale, Tommy va trimite armele către IRA și va distruge munca lui Campbell din Belfast. Campbell este de acord, dar mai târziu o instruiește pe Grace să se apropie de Tommy și să găsească locația armelor. Polly își dă seama că Ada este însărcinată și îi spune lui Tommy, care amenință să îl omoare pe Freddie. Cu toate acestea, el îi spune mai târziu lui Freddie să plece cu Ada departe; Freddie o cere în căsătorie pe Ada și decide să rămână în oraș. Billy Kimber și oamenii săi se confruntă cu familia Shelby, dar Tommy îi convinge să-și unească forțele în lupta cu familia Lee, dușmanul lor comun. |           |            |               |                                |                    |
| 3 | 3         | Episodul 3 | Otto Bathurst | Steven Knight                  | 26 septembrie 2013 |
| Ada și Freddie se căsătoresc, iar mătușa Polly le dă bani să părăsească țara. În ciuda celor mai bune eforturi ale lui Tommy de a păstra secretul armelor, se pare că oamenii continuă să afle despre ele, inclusiv doi membri ai IRA. Grace îi aude încercând să-l șantajeze pe Tommy și îl urmărește pe unul dintre ei, dar acesta o atacă. Grace reușește să se lupte cu atacatorul, împușcându-l mortal. Tommy îl avertizează pe Kimber că oamenii lui Lee să îi jefuiască din nou casele de pariuri la curse. Tommy o duce pe Grace ca parteneră la cursele din Cheltenham, încercând să-l distragă pe Kimber și să-l convingă că ar trebui să-i angajeze pe Blinders ca fiind siguranța lui. Kimber este de acord dacă poate avea ceva timp singur cu Grace, Tommy este de acord. În ultimul moment, se răzgândește și susține că Grace este de fapt o prostituată care are gonoree. Freddie decide că Tommy nu-l va speria și se întoarce. |           |            |               |                                |                    |
| 4 | 4         | Episodul 4 | Tom Harper    | Steven Knight, Stephen Russell | 3 octombrie 2013   |
| Tommy face ca afacerea să fie legitimă prin obținerea unei licențe de pariere. Deși nu are încredere în ea și o suspectează, Tommy o angajează pe Grace ca secretară. John cheamă familia pentru a anunța că a decis că cei patru copii ai lui au nevoie de o mamă și că a decis că vrea să se căsătorească cu Lizzie, o prostituată locală. Tommy dezaprobă căsătoria pentru că nu crede că Lizzie și-a abandonat fosta profesie. Familia Lee jefuiește „bârlogul” de pariuri al familiei Shelby ca răzbunare pentru că Peaky Blinders au protejat pariurile lui Billy Kimber la curse. Tommy decide să ceară armistițiu cu familia Lee pentru ca el să poată avea un aliat împotriva lui Billy Kimber și decide ca John să se căsătorească cu Esme Lee pentru a încheia acordul. Ada vine la nuntă, dar intră în travaliu. Freddie vine să vadă noul copil și este arestat. |           |            |               |                                |                    |
| 5 | 5         | Episodul 5 | Tom Harper    | Steven Knight, Toby Finlay     | 10 octombrie 2013  |
| Crezând că Tommy l-a trădat pe Freddie, Ada nu vrea să-și mai vadă familia sau să vorbească cu ea. Deși Arthur Sr. (Tommy Flanagan) și-a părăsit familia cu un deceniu în urmă, se întoarce în oraș. Tommy nu vrea să aibă nimic de-a face cu el, dar Arthur Jr. crede că s-a schimbat și dorește să facă orice pentru a-l ajuta, inclusiv finanțarea deschiderii de hoteluri în America. Cu toate acestea, Arthur Sr. pleacă cu banii pe care îi dăduse Arthur Jr. Când Arthur Jr. îl urmărește în cele din urmă pe tatăl său, Arthur Sr. admite că nu avea nici un plan și crede că familia Shelby îi era datoare. Un membru al IRA începe să întrebe despre omul pe care l-a ucis Grace. Grace și Tommy îi ucid pe ceilalți membri ai IRA. Îndrăgostit de Tommy, Grace îi spune inspectorului Campbell, dacă îi dă locul unde sunt ascunse armele, trebuie să-i lase pe Tommy și pe familia sa în pace. Ea suspectează că armele sunt îngropate într-un mormânt fals, după ce a descoperit că Danny nu este cu adevărat mort, ci în Londra, făcând afaceri pentru familia Shelby. Grace îi spune locația unde sunt ascunse armele inspectorului Campbell și demisionează din serviciul coroanei. După ce a demisionat, iar armele au fost găsite, cu excepția uneia, inspectorul Campbell îi propune să se căsătorească, propunere pe care Grace o respinge.                                                                          |           |            |               |                                |                    |
| 6 | 6         | Episodul 6 | Tom Harper    | Steven Knight                  | 17 octombrie 2013  |
| Inspectorul Campbell știe că Grace a fost cu Tommy. Cu toate acestea, el îi confirmă lui Winston Churchill că Grace ar trebui să primească o medalie pentru rolul ei în găsirea armelor dispărute. Polly se întâlnește cu Grace pentru a-i spune că îi știe secretul și că nu o va ierta niciodată. Peaky Blinders, conduse de Danny, îl scot pe Freddie din închisoare. Tommy îi strânge pe Peaky Blinders și familia Lee pentru a-i elimina pe oamenii lui Kimber, dar Kimber îi surprinde pe Shelby încercând să-i elimine la rândul lor depășindu-i numeric. Freddie îi ajută pe Peaky Blinders scoțând mitraliera rămasă dintre armele furate, dar Ada sare în mijlocul lor, încercând să-i împace. Kimber trage spre Peaky Blinders, rănindu-l pe Tommy și omorându-l pe Danny. Tommy, la rândul său, îl împușcă pe Kimber omorându-l. Tommy se întâlnește cu Grace care îi spune că îl iubește și că va merge la Londra câteva zile; are o idee cum pot fi împreună. Tommy scrie o scrisoare și dă cu banul pentru a decide dacă va merge cu Grace. În timp ce se întâmplă acest lucru, Campbell o confruntă pe Grace la gară și își îndreaptă pistolul spre ea. Pe măsură ce scena se estompează, se aude o împușcătură. |           |            |               |                                |                    |

### Sezonul 2 (2014)
| Nr. total | Nr. sezon | Episod     | Regizor       | Scenarist     | Premiera          |
| 7 | 1         | Episodul 1 | Colm McCarthy | Steven Knight | 2 octombrie 2014  |
| --- | --------- | ---------- | ------------- | ------------- | ----------------- |
| Grace îl împușcă pe Campbell, lăsându-l căzut în sângele său. Doi ani mai târziu, The Garrison este aruncat în aer, în timp ce familia participă la înmormântarea lui Freddie Thorne. Tommy încearcă să o determine pe Ada să se întoarcă acasă, planificând o extindere la Londra. Tommy se duce la Black Lion pentru a se confrunta cu cei despre care crede că i-au aruncat în aer barul. În schimb, a fost dus pentru a se întâlni cu IRA și i s-a cerut să omoare pe cineva - ceea ce a și făcut. Tommy este informat că Campbell, acum maior, se întoarce la Birmingham. Familia Shelby are o întâlnire cu privire la extinderea afacerii de pariuri, dar Polly și Esme, soția lui John, au rezerve. Cu toate acestea, Tommy, Arthur și John decid să se familiarizeze cu zona din Londra și să provoace scandal la clubul lui Darby Sabini. Polly vizitează un medium pentru a obține informații despre copiii ei care i-au fost luați, lucru descoperit de Esme dar jură că va păstra secretul. Tommy o angajează pe Lizzie ca secretară. Ca răzbunare pentru scandalul din club, Sabini ordonă bătăușilor lui să o răpească și să o violeze pe Ada, precum și să-l bată pe Tommy foarte rău. Maiorul Campbell intervine înainte ca Sabini și oamenii lui să îl omoare. Campbell e de acord cu Winston Churchill că Tommy va fi util pentru ei. |           |            |               |               |                   |
| 8 | 2         | Episodul 2 | Colm McCarthy | Steven Knight | 9 octombrie 2014  |
| Maiorul Campbell îl vizitează pe Tommy în spital și îl amenință spunându-i că știe despre crima pe care Tommy a comis-o pentru IRA și că îl supraveghea pe Tommy de ceva timp. Tommy se externează din spital mai devreme și ia o barjă spre Londra. Tommy se întâlnește cu Alfie Solomons (Tom Hardy) în Camden Town. Tommy a încercat din greu să îl convingă pe Alfie să se alieze cu Peaky Blinders împotriva lui Sabini. Tommy o găsește pe Ada și îi cumpără o casă ca mijloc de spălare a banilor. De asemenea, îi cumpără o casă lui Polly. Esme îi spune lui Tommy că Polly încearcă să-și găsească copiii. Tommy o anunță pe Polly că fiica ei a murit, dar a reușit să-i găsească fiul. Din păcate, datorită legii, Polly nu reușește să-și găsească fiul până când aceasta împlinește vârsta de 18 ani. Amintirile lui Arthur din război se înrăutățesc, iar în timpul uneia dintre ele, ucide un băiat în timpul antrenamentelor de box. Începe să folosească cocaină pentru ca auto-medicație. După redeschiderea barului The Garrison fiul lui Polly ajunge la ea acasă. |           |            |               |               |                   |
| 9 | 3         | Episodul 3 | Colm McCarthy | Steven Knight | 16 octombrie 2014 |
| Frații Shelby îl angajează pe Digbeth Kid, un băiat din cartier, care iubește filmele de cowboy, să se implice în jocurile de noroc pentru a ajuta polițiștii locali să-și îndeplinească cota de arest. În timp ce se află în închisoare, criminalii lui Sabini îl ucid pe Digbeth Kid pentru a se răzbuna pe Peaky Blinders pentru că au intrat pe teritoriul lor. Polly și Michael încearcă să se cunoască reciproc. Tommy și John se întâlnesc cu Billy, de la Black Country Boys, care a luptat cu ei în război. Tommy îi spune lui Billy să-și trimită oamenii să lucreze în Camden Town pentru Alfie Solomons. Arthur este amenințat de mama băiatului pe care l-a omorât. Tommy îi spune maiorului Campbell că ofițerii i-au jucat o festă și l-au cazat într-o casă deținută de o fostă matroană. Băieții Shelby și Michael merg la o licitație pentru a cumpăra un cal și o întâlnesc pe May Carleton, care antrenează cai. |           |            |               |               |                   |
| 10 | 4         | Episodul 4 | Colm McCarthy | Steven Knight | 23 octombrie 2014 |
| Tommy se întâlnește cu muncitorii săi irlandezi și descoperă că sunt sprijiniți de maiorul Campbell și de coroană. Ei comandă o altă lovitură, dar Tommy îi refuză. Arthur și băieții atacă unul dintre cluburile lui Sabini. Michael îi cere lui să-i dea o slujbă. Tommy o angajează pe May Carleton săi antreneze calul. Tommy vrea să exporte whisky în America și Canada - în prezent, aflate sub prohibiție. Obiceiul lui Arthur de a se droga cu cocaină începe să scape de sub control, iar Tommy îi cere să se îndrepte. Tommy o vizitează Ada și află că are un chiriaș pe nume James (Josh O'Connor). James este un artist, dar Ada îi explică lui Tommy, că James nu este interesat de femei. Tommy îi spune lui Ada că a înființat un fond fiduciar pentru copiii lui John și pentru fiul său, Karl. Alfie Solomons și Darby Sabini se întâlnesc și se împacă. Michael și noul său prieten Isaiah, fiul lui Jeremiah Jesus, încearcă să bea într-un bar, dar încep să se bată pentru că nu vor ca un negru să bea acolo. Michael și Isaiah se întorc la barul Garrison, dar când John și Arthur află că numele Shelby nu a fost respectat, se duc și dau foc barului. Tommy o sună pe Grace aflată la Londra, dar închide imediat fără să spună nimic atunci când cineva răspunde apelului.                                                |           |            |               |               |                   |
| 11 | 5         | Episodul 5 | Colm McCarthy | Steven Knight | 30 octombrie 2014 |
| Alfie Solomon găzduiește un seder de Paște și îi invită pe Arthur și pe unii dintre oamenii săi; aceștia sunt uciși, iar Arthur este trimis la închisoare. Maiorul Campbell îl arestează și pe Michael. Sabini și Mario preiau controlul asupra Clubului Eden. Tommy descoperă că imperiul său începe să se prăbușească, sediul din Londra fiind eliminat. Tommy se luptă să-și salveze familia și să-și recâștige avantajele, deoarece încercarea de a se alia cu Black Country este distrusă după moartea prematură a lui Billy Kitchen. Tommy își complică și mai mult viața amoroasă, având o întâlnire pasională cu Grace, deși încă are sentimente pentru May. După ce s-a culcat cu Tommy, Grace recunoaște că este în Londra împreună cu soțul ei pentru a-și procura tratamentul pentru fertilitate. Campbell o obligă pe Polly să facă sex cu el, în schimbul eliberării lui Michael. Tommy încearcă să pună capăt relației sale romantice cu May, deși încă mai dorește ca aceasta să continue să îi antreneze calul. |           |            |               |               |                   |
| 12 | 6         | Episodul 6 | Colm McCarthy | Steven Knight | 6 noiembrie 2014  |
| Tommy decide să-și rezolve toate afacerile în cazul în care va muri prematur. Se întâlnește, de asemenea, cu Alfie Solomons pentru a-și rezolva diferendele în afaceri. Alfie îl scoate pe Arthur din închisoare. Sosește ziua Derby-ului. Polly încearcă să-l plătească pe Michael dorind să-l facă să plece. Tommy îi cheamă pe Peaky Blinders și le spune care este misiunea lor în timpul curselor. Fără a trage vreun foc, ei trebuie să adune și să ardă licențele pariurilor lui Sabini la Derby și să le fure pariurile. Tommy se întâșnește cu Grace, care îl informează că este însărcinată. Tommy îi spune că vor vorbi după cursa. Tommy își îndeplinește misiunea față de maiorul Campbell, dar pe speza lui Lizzie. Oamenii maiorului Campbell din Irlanda de Nord, membri ai Voluntarilor din Ulster, îl răpesc pe Tommy și îl duc pe un câmp gol, în timp ce mătușa Polly se întâlnește cu maiorul Campbell și îl împușcă. Tommy este lăsat să plece cu un mesaj din partea lui Winston Churchill promițând că îl va contacta în viitor. Michael decide că vrea să intre în afacerea de familie. |           |            |               |               |                   |

### Sezonul 3 (2016)
| Nr. total | Nr. sezon | Episod     | Regizor      | Scenarist     | Premiera     |
| 13 | 1         | Episodul 1 | Tim Mielants | Steven Knight | 5 mai 2016   |
| --- | --------- | ---------- | ------------ | ------------- | ------------ |
| Doi ani mai târziu, în 1924, Tommy Shelby și Grace Burgess se căsătoresc. Familia Shelby și rudele lor au fost invitate, precum și familia lui Grace. Alcătuită din cavaleriști, membri IRA, familia lui Grace îl respinge pe cei din familia Shelby, din cauza întârzierii sosirii cavaleriei pe câmpul de luptă în timpul războiului. Peaky Blinders se întâlnesc în bucătărie, unde Tommy, stresat, le ordonă bărbaților să se comporte bine. Între timp, un refugiat din Rusia, numit Anton Kaledin, îi contactează pe Peaky Blinders, oferind codul „Constantin” ca o confirmare pentru o întâlnire cu tânăra ducesă Tatiana Petrovna (Gaite Jansen) care urma să le dea bani. Tommy o informează că Kaledin a furnizat un cod greșit, ceea ce înseamnă că omul trebuie ucis. Arthur i se confesează lui Tommy, că nu dorește să facă treaba pe care trebuie să o îndeplinească, dar Tommy îi spune că nu au de ales, altfel Tommy va fi spânzurat. În cele din urmă, Arthur ucide impostorul. |           |            |              |               |              |
| 14 | 2         | Episodul 2 | Tim Mielants | Steven Knight | 12 mai 2016  |
| Tommy inspectează vehiculele blindate pentru o afacere cu părintele Hughes. Se întâlnește cu domnul Romanov, care îl plătește cu un safir pentru uciderea lui Kaledin. Vicente Changretta se întâlnește cu Arthur și John pentru a cere o explicație pentru incendierea restaurantului fiului său Angel. John îl amenință pe Vicente și mai târziu îl bate pe Angel, Vicente promițând în mod public că îl va ucide. În timpul unei întâlniri a familiei Shelby, Tommy îi ia partea lui John. Mai târziu, este dus de Scotland Yard într-o celulă de închisoare, unde este întâmpinat de părintele Hughes. Hughes amenință să-l ucidă pe Charlie dacă Tommy o va mai vizita pe Ada, din cauza legăturilor sale comuniste și îi spune că are acces ușor la familia lui Tommy. Tommy găsește un carton sub perna fiului său, pe care scrie „Charles Shelby - R.I.P” (Charles Shelby - Odihnească-se în pace). Grace poartă safirul pe care Tommy i l-a dat, la cina Fundației de Caritate Shelby. Părintele Hughes și Patrick Jarvis îl informează pe Tommy că rușii vor să inspecteze vehiculele. Tatiana îi spune lui Tommy că safirul pe care îl poartă Grace a fost blestemat de un țigan. Tommy încearcă să o convingă pe Grace să scoată colierul, când un bărbat strigă „Pentru Angel” și o împușcă pe Grace în piep. Arthur, John și Finn îl omoară în bătaie pe ucigașul lui Grace, în timp ce Tommy strigă să vină o ambulanță. |           |            |              |               |              |
| 15 | 3         | Episodul 3 | Tim Mielants | Steven Knight | 19 mai 2016  |
| După înmormântarea lui Grace, Tommy se întâlnește cu Polly și Michael pentru a le da o listă de lucruri de făcut pentru afacerea lor „legală”. Apoi, le ordonă lui Arthur și lui John să-l prindă pe Vicente Changretta în viață și să o omoare pe soția acestuia, lucru pe care ei refuză să îl facă. În timpul unei întâlniri, familia Shelby își dă seama că Tommy a plecat, lăsând o scrisoare că va pleca câteva zile. Tommy duce colierul de safir în Țara Galilor, unde se întâlnește cu o țigancă, pe care o întreabă dacă acesta este blestemat. Se întoarce acasă cu un sentiment de normalitate, lăsând colierul cu femeia. Arthur și John l-au prins pe Changretta, pe care Tommy îl amenință că îl tortureze, dar Arthur îl împușcă în cap ca un act de milă. După ce l-a ajutat în găsirea informatorului sovietic din Liga Economică, Tommy o invită pe Ada să conducă viitorul birou al familiei din America. Apoi întrerupe o masă găzduită de Marea Ducesă Izabella Petrovna, pentru a o avertiza în secret despre informațiile pe care le-a aflat. Tatiana îl conduce pe Tommy la mașina lui; el îi spune că Hughes îi trădează pe sovietici și se oferă să-l ucidă gratuit. |           |            |              |               |              |
| 16 | 4         | Episodul 4 | Tim Mielants | Steven Knight | 26 mai 2016  |
| Paștele 1924. Familia Shelby primește vestea că tatăl lor a murit și Tommy îi anunță pe frații săi planul pe care îl are: vor fi angajați să ofere rușilor arme furate dintr-un tren pentru o rebeliune și vor fi plătiți cu bijuterii, dar, crezând că îl vor trăda, Tommy intenționează să pătrundă în seif. Linda îi spune lui Arthur că este însărcinată și că dorește ca el să iasă din afacerea de familie, lucru cu care este de acord după ce se încheie afacerea cu rușii. Nehotărârea lui o irită pe Linda, care cere o parte mai mare din afacere pentru Arthur, astfel încât să se poată muta împreună în America și le convinge pe Polly, Esme și Lizzie să accepte să facă grevă, obligându-l pe Tommy să îi dezvăluie lui Poly planul asasinării. După ce a băut în timpul unei sesiuni de pictură cu Oliver, ea merge la biserică, dezvăluind din neatenție preotului, planul, în timpul spovedaniei, preotul alertându-l pe părintele Hughes. Cunoscând că el este ținta, Hughes zădărnicește planurile familiei Shelby în ceea ce privește atentatul la viața sa. Hughes îl rănește grav pe Tommy îl umilește, amenințând cu uciderea lui Charlie și făcându-l pe Tommy să își ceară scuze în fața Tatiana și a familiei ei pentru acuzele pe care i le-a adus. |           |            |              |               |              |
| 17 | 5         | Episodul 5 | Tim Mielants | Steven Knight | 2 iunie 2016 |
| Trei luni mai târziu, Tommy s-a recuperat, iar planul care implică atacul asupra rușilor se apropie. Tommy îl invită pe vechiul rival al Peaky Blinders, Alfie Solomons, să evalueze bijuteriile rușilor, distrugând planul rușilor de a la da bijuterii false. Peaky Blinders încep să sape sub conacul lor. Tommy face o înțelegere cu sovieticii pentru a se asigura că armele din tren vor fi inutile, nedorind să arunce în aer trenul și încercând să saboteze planul de a planta dovezi la locul exploziei, dovezi care să incrimineze URSS, provocând astfel un incident internațional care ar duce la întreruperea relațiilor diplomatice între Marea Britanie și URSS. Ada se alătură oficial companiei Shelby, când i se oferă un loc în noul birou din Boston. După ce a dezvăluit că a fost abuzat de Hughes, Michael dezvăluie că și el dorește să-l ucidă pe preot, dar Polly îi spune lui Tommy că va ruina afacerea familiei, în cazul în care fiul ei va fi ucigașul. Polly vede în cele din urmă portretul ei, după care Ruben și ea duc relația la nivelul următor. |           |            |              |               |              |
| 18 | 6         | Episodul 6 | Tim Mielants | Steven Knight | 9 iunie 2016 |
| Fiul lui Tommy, Charlie, este răpit. Părintele Hughes îi dezvăluie lui Tommy că știe despre subterfugiul lui, inclusiv despre tunelul de sub seiful rusesc și despre planul de a sabota aruncarea în aer a trenului. El cere ca bijuteriile ca plată și ca Tommy însuși să arunce trenul în aer, explozie care ar trebui să ucidă șase persoane, în schimbul returnării în siguranță a fiului său. Tommy este de acord necondiționat. Paranoia lui Tommy, după ce fiul său a fost răpit, face ca Polly să se întoarcă împotriva lui Ruben și să distrugă pictura, dar se împacă repede. După câteva cercetări, el descoperă că Alfie Solomon a divulgat planurile părintelui Hughes. În timpul unei confruntări, Michael îl ucide pe asociatul lui Alfie, dar îl convinge pe Tommy să nu îl ucide pe Alfie. Tommy descoperă unde este ținut Charlie și îl trimite pe Michael să-l recupereze și să îl omoare pe părintele Hughes. În același timp, Arthur și John au pornit să arunce în aer trenul în cazul în care Michael nu-l poate salva pe Charlie la timp. Chiar dacă Michael are succes, vestea nu ajunge la timp la familia Shelby, iar trenul este aruncat în aer. Între timp, Tommy reușește să sape complet tunelul și să intre în seiful rușilor, furând mai multe bijuterii și un ou Fabergé foarte valoroase. Cu fiul său aflat în siguranță, el se întâlnește cu Marea Ducesă Tatiana, care s-a aflat în spatele jafului tot timpul, și plănuiește să plece cu partea ei la Viena. Tommy se întoarce acasă pentru a distribui prada rămasă complicilor săi, dar la sfârșitul întâlnirii anunță că poliția se află în reședință pentru a aresta pe toată lumea. Restul găștii Peaky Blinders și familia Shelby sunt arestați. |           |            |              |               |              |

### Sezonul 4 (2017)
| Nr. total | Nr. sezon | Episod     | Regizor       | Scenarist     | Premiera          |
| 19 | 1         | Episodul 1 | David Caffrey | Steven Knight | 15 noiembrie 2017 |
| --- | --------- | ---------- | ------------- | ------------- | ----------------- |
| În timp ce Arthur, John, Michael și Polly se pregătesc să fie spânzurați pentru crimele lor, grațierea obținută de Tommy vine la timp pentru a le salva viața. După eliberarea lor, membrii familiei Shelby sunt împrăștiați și înstrăinați unii de ceilalți. La Crăciunul din 1925, Ada se întoarce din Boston și îi vizitează pe fiecare dintre ei: John și Esme își continuă relația de sex și certuri, Arthur este sub supravegherea atentă a Lindei, Michael a început să folosească cocaină pentru a rămâne în vârful afacerii, iar Polly a căzut într-o manie alimentată cu alcool, luând comprimate prescrise pentru a-și diminua viziunile de spirite. Tommy se întâlnește cu Michael și îl sfătuiește să elimine medicația lui Polly și să o ajute pe aceasta fără ea. Fiecare dintre membrii familiei Shelby primește o scrisoare de la Luca Changretta, membră a mafiei siciliene, marcându-i pentru moarte ca răzbunare pentru asasinarea lui Angel și Vincente. Tommy și Ada încearcă să-i convingă pe ceilalți să se întâlnească a doua zi de Crăciun, crezând că vor fi mai ușor să fie prinși dacă rămân separați. Cu toate acestea, atunci când Tommy descoperă și ucide un agent mafiot din rândul personalului său, el realizează că încercările de asasinare urmează să aibă loc în ziua de Crăciun și încearcă să avertizeze restul familiei. După ce le aduce pe Polly și Ada la întâlnire, Michael merge să îi aducă și pe John și Esme, cu care Tommy nu a putut intra în contact. John și Michael sunt doborâți de o grindină de gloanțe. |           |            |               |               |                   |
| 20 | 2         | Episodul 2 | David Caffrey | Steven Knight | 22 noiembrie 2017 |
| Michael supraviețuiește rănilor, dar John este ucis. După moartea sa, Tommy și restul familiei Shelby sunt de acord să pună deoparte diferențele pe perioada în care se confruntă cu amenințarea mafiei. Tommy sugerează să îl contacteze pe Aberama Gold, un ucigaș plătit, Polly opunându-se categoric. Ignorându-i ordinele, Tommy folosește înmormântarea lui John pentru a-l atrage pe Aberama, astfel încât să poată face o înțelegere. Înfuriat, Polly încearcă să-l convingă pe Michael să fugă cu ea în Australia, dar el refuză fiind hotărât să ajute familia să treacă de situația actuală, ceea ce ea acceptă cu reticență. Linda descoperă că Ada este investigată de guvern din cauza căsătoriei ei cu un comunist, dar nu transmite mesajul. Gold este de acord să lupte pentru familia Shelby dacă îl vor antrena și îi vor asigura meciuri de box fiului său, Bonnie. După ce l-au văzut doborând un om mult mai mare decât el, Tommy și Arthur îl includ oficial în Peaky Blinders. Jessie convinge întreaga fabrică a lui Tommy să intre în grevă. Changretta îl vizitează pe Tommy și pune câteva gloanțe pe masă, declarând că este câte unul pentru fiecare membru al familiei Shelby. El intenționează să-l țină pe Tommy în viață până când ceilalți vor fi morți, insistând însă ca răzbunarea lor să fie onorabilă, iar Tommy este de acord să nu implice poliția sau moartea copiilor sau a civililor. |           |            |               |               |                   |
| 21 | 3         | Episodul 3 | David Caffrey | Steven Knight | 29 noiembrie 2017 |
| Italienii lansează un alt atac asupra Peaky Blinders. Tommy își dă seama că familia Shelby trebuie să evolueze dacă vor să supraviețuiască, dar unii din familie sunt reticenți să se despartă de tradiția. Pe măsură ce greva se prelungește la fabrica din Lanchester, Tommy îi face o vizită personală lui Jessie Eden, dar este ușor manipulat atunci când aceasta dezvăluie ceva ce știe despre trecutul său. Changretta planifică să continue vendeta în cel mai devastator mod posibil. Pe lângă faptul că a identificat un inamic al familiei Shelby, care l-ar putea ajuta, Luca se întâlnește cu cineva din inima organizației Peaky Blinders. |           |            |               |               |                   |
| 22 | 4         | Episodul 4 | David Caffrey | Steven Knight | 6 decembrie 2017  |
| Peaky Blinders sunt atrași de italieni într-o urmărire pe străzile din Birmingham, unde devine clar că Tommy este depășit. Prins în capcană în Heath Small, Tommy încearcă să se consoleze cu vizita unei vechi iubite, dar curând devine clar că nu poate obține mereu ceea ce vrea. În timp ce la fabrică tot nu se muncește, Tommy se confruntă cu posibilitatea de a câștiga comuniștii și să fie considerat un trădător pentru clasa sa. Între timp, Changretta se pregătește să lanseze o altă capcană. |           |            |               |               |                   |
| 23 | 5         | Episodul 5 | David Caffrey | Steven Knight | 13 decembrie 2017 |
| Thomas Shelby și-a dat seama că Polly și Michael l-au trădat, dar merge la întâlnirea pe care Polly a stabilit-o și se trezește în mijlocul unei lupte sângeroase cu Luca Changretta și cu banda lui. Thomas s-a pregătit pentru luptă din timp și reușește să ucidă singur pe trei dintre membrii grupului Luca înainte de a se confrunta direct cu acesta. Cu toate acestea, poliția sosește și oprește lupta. Familia se reunește pentru a afla ce s-a întâmplat și află de la Tommy că acesta a pus la cale un plan împreună cu Polly. Dar nu află nimic despre trădarea lui Michael. Lizzie Stark are o veste și mai mare de anunțat. Între timp, un colonel al armatei are întrebări pentru Ada Shelby despre trecutul ei de comunistă, iar Jessie Eden confirmă cât de departe este pregătită să meargă în urmărirea cauzei ei. Și simțind ocazia de a-și valorifica situația, Luca Changretta se îndreaptă spre Londra pentru a prezenta un plan lui Alfie Solomons. |           |            |               |               |                   |
| 24 | 6         | Episodul 6 | David Caffrey | Steven Knight | 20 decembrie 2017 |
| Pe măsură ce se fac pregătiri pentru meciul de box dintre Bonnie Gold și Goliath, Tommy primește o vizită de la Alfie. Fetele Shelby se întâlnesc pentru a discuta despre sarcina lui Lizzie. Tommy urmărește jocul împreună cu Arthur, care este îngrijorat de ajutoarele lui Goliath. Când unul dintre bărbați părăsește arena, Arthur îl urmărește și este rănit mortal. La înmormântarea lui Arthur, văduva Changretta se apropie cu un steag alb. Mai târziu, la casa familiei, ea dezvăluie că răzbunarea va fi încheiată dacă Tommy îi cedează toate bunurile lui Luca Changretta. Luca și oamenii lui se întâlnesc cu restul familiei Shelby în distileria de la subsolul lui Tommy pentru a semna documentele. Tommy îi dezvăluie lui Luca că l-a trimis pe Michael în America pentru a-i informa pe mafioți că Luca a murit. Realizând că a fost înșelat, Luca îl atacă pe Tommy, și urmează o luptă. În momentul în care Tommy se află în avantaj, Arthur intră în distilerie și îl împușcă pe Luca. Se descoperă că Tommy și Arthur au înscenat moartea acestuia din urmă pentru a-l atrage pe Luca în capcană. Familia Shelby sărbătorește sfârșitul vendetei la proprietatea rurală a lui Tommy și se anunță că Tommy se va retrage din afacere. Tommy îl confruntă pe Alfie pentru trădarea lui, care dezvăluie că știa că Tommy îl va urmări și îl va ucide și că are cancer. Tommy îl ucide apoi pe Alfie. Cu toate acestea, pe măsură ce se plictisește pescuind și jucând golf, stresul post-traumatic al lui Tommy revine și acesta se întoarce la Heath Small. Tommy revine la Shelby Company, Ltd. și o contactează pe Jessie să-i spună că vrea să o ajute și astfel obține numele contactelor sale în cadrul partidului comunist. El oferă această informație Coroanei pentru a-și asigura susținerea pentru campania sa în alegerile pentru parlament, alegeri pe care le câștigă. |           |            |               |               |                   |